# Yūki Mutō
Yūki Mutō (武藤 雄樹?, Mutō Yūki; Zama, 7 novembre 1988) è un calciatore giapponese, attaccante del Sagamihara.

## Statistiche

### Cronologia presenze e reti in nazionale
| Cronologia completa delle presenze e delle reti in nazionale ― Giappone | Cronologia completa delle presenze e delle reti in nazionale ― Giappone | Cronologia completa delle presenze e delle reti in nazionale ― Giappone | Cronologia completa delle presenze e delle reti in nazionale ― Giappone | Cronologia completa delle presenze e delle reti in nazionale ― Giappone | Cronologia completa delle presenze e delle reti in nazionale ― Giappone | Cronologia completa delle presenze e delle reti in nazionale ― Giappone | Cronologia completa delle presenze e delle reti in nazionale ― Giappone |
| Data                                                                    | Città                                                                   | In casa                                                                 | Risultato                                                               | Ospiti                                                                  | Competizione                                                            | Reti                                                                    | Note                                                                    |
| ----------------------------------------------------------------------- | ----------------------------------------------------------------------- | ----------------------------------------------------------------------- | ----------------------------------------------------------------------- | ----------------------------------------------------------------------- | ----------------------------------------------------------------------- | ----------------------------------------------------------------------- | ----------------------------------------------------------------------- |
| 2-8-2015                                                                | Wuhan                                                                   | Corea del Nord                                                          | 2 – 1                                                                   | Giappone                                                                | Coppa dell'Asia orientale 2015                                          | 1                                                                       |                                                                         |
| 9-8-2015                                                                | Wuhan                                                                   | Cina                                                                    | 1 – 1                                                                   | Giappone                                                                | Coppa dell'Asia orientale 2015                                          | 1                                                                       | 74’                                                                     |
| Totale                                                                  |                                                                         | Presenze                                                                | 2                                                                       |                                                                         | Reti                                                                    | 2                                                                       |                                                                         |

## Palmarès

### Club

#### Competizioni nazionali
- Coppa J. League: 1

Urawa Reds: 2016
- Coppa dell'Imperatore: 1

Urawa Reds: 2018

#### Competizioni internazionali
- Coppa Suruga Bank: 1

Urawa Reds: 2017
- AFC Champions League: 1

Urawa Reds: 2017